# 유관절강

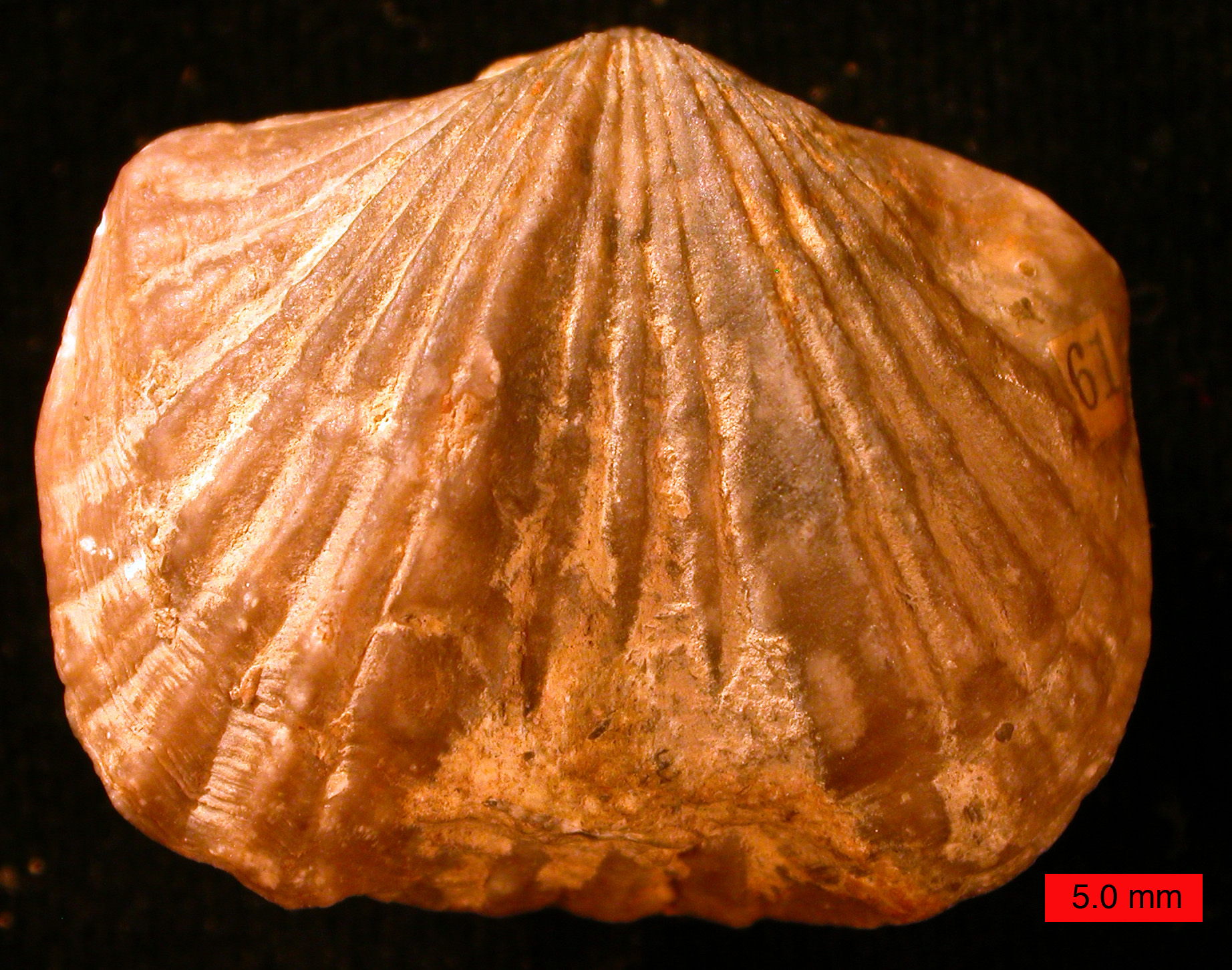

유관절강은 완족동물의 강의 하나이다. 현재는 사용하지 않는 분류이다. 유관절류의 각은 탄산칼슘으로 되어 있고 복각이 배각보다 크며 바위나 조개껍질에 영구히 부착해 있다. 복각의 내부에 있는 한 쌍의 이(teeth)가 배각의 홈(socket)에 들어가 연결된다. 짧은 병부의 통로는 복각의 구명이며, 촉수관에는 석회질의 완골이 있고 항문은 없다. 생식소는 외투의 복막위에서 생기며 유생의 외투는 처음에는 뒤로 향해 있으나 고착때는 앞으로 이동하여 각을 분비한다. 화석은 캠브리아기 이래로 알려져 있다. 유관절강에는 종혈목이 있다. 대표적인 동물로는 반짝이조개사돈, 고려조개사돈, 흰빛조개사돈, 붉은빛조개사돈 등이 있다.